# Premochtherus sphaeristes
Premochtherus sphaeristes là một loài ruồi trong họ Asilidae. Premochtherus sphaeristes được Tsacas miêu tả năm 1963. Loài này phân bố ở vùng Cổ Bắc giới.